# Marquesado de Lombay
Marqués de Lombay, también conocido como marqués de Llombai, o marqués de Llombay, es un título nobiliario español creado por el rey Carlos I de España el 7 de julio de 1530 por elevación del título de la baronía de Lombay a marquesado, a favor de Francisco de Borja y Aragón, hijo del III duque de Gandía, de la casa de Borja. Su nombre se refiere al municipio valenciano de Llombay. El título se convirtió en el ostentado por el heredero de la casa de Gandía.
El 30 de marzo de 2016, el Ministerio de Justicia publicó en el Boletín Oficial del Estado la aprobación de la Real Carta de Sucesión del título a favor de Ángela María de Solís-Beaumont y Téllez-Girón por fallecimiento de su madre, Ángela María Téllez-Girón y Duque de Estrada.